# Bulgaria ai Giochi della VIII Olimpiade
La Bulgaria partecipò ai Giochi della VIII Olimpiade, svoltisi a Parigi dal 4 maggio al 27 luglio 1924, con una delegazione di 24 atleti impegnati in 4 discipline, senza aggiudicarsi medaglie.

## Risultati

### Calcio
| Atleta | Classifica |                     |
| --- | --- | ------------------- |
| V · D · M Nazionale bulgara · Calcio ai Giochi Olimpici Estivi 1924 P Ivanov · P Marinov · D Hristov · D Jankov · C Bjanov · C Manolov · C Mateev · C Radoev · A Cončev · A Genev · A Jovovič · A Maznikov · A D. Mutafčiev · A N. Mutafčiev · A Stojanov · A Vladimirov · CT : Nitsch | 9° |                     |
| Nazionale bulgara · Calcio ai Giochi Olimpici Estivi 1924 | |                     |
| P Ivanov · P Marinov · D Hristov · D Jankov · C Bjanov · C Manolov · C Mateev · C Radoev · A Cončev · A Genev · A Jovovič · A Maznikov · A D. Mutafčiev · A N. Mutafčiev · A Stojanov · A Vladimirov · CT: Nitsch                                                                      | P Ivanov · P Marinov · D Hristov · D Jankov · C Bjanov · C Manolov · C Mateev · C Radoev · A Cončev · A Genev · A Jovovič · A Maznikov · A D. Mutafčiev · A N. Mutafčiev · A Stojanov · A Vladimirov · CT: Nitsch | Bulgaria (bandiera) |